# Венег
Венег (Уадженес, Уаджанес в царских списках из Абидоса и Саккары, Унег, Венег и Венгенебти в памятниках Раннего царства, Тлас у Манефона; егип. Njswt-bjtj-nbtj-Wng — Правитель Верхнего и Нижнего Египта под покровительством двух Госпожей Венег) — четвёртый фараон II династии Раннего царства Древнего Египта. Имя Уадженес (Wadjnes) упоминается в Абидоском и Саккарском списках. Его именем по «небти» и «Несубити» было Уенег (Венег, Weneg). Венег остаётся спорным правителем периода, доподлинно неизвестен период его правления и наследование власти.
Правил на протяжении восьми лет, между фараонами Хотепсехемуи и Хасехемуи по крайней мере на севере Египта. Как и о большинстве фараонов этой династии (за исключением Хасехемуи), современной науке практически ничего не известно о его правлении. Видимо, это его Манефон упоминает под именем Тлас (Tlas), отводя ему 17 лет правления.
Отдельные исследователи[какие?], опираясь на отсутствие какой-либо конкретики касательно правления Венега, высказывают предположения о том, что Венег и Перибсен — одно и то же лицо, но такие теории отвергаются большинством их коллег[кем?]. По последним[уточнить] данным немецкий египтолог Й. Каль изучил надписи правления Унега и сопоставил с его хоровым именем Хор Ранеб.
Имя Несут Бити было прочитано как Унег (Grdseloff). Его серех был Хор — Небра. Надпись Унега из гробницы (s3014) очень похожа на надписи Нинечера. Однако Унег не засвидетельствован вне Саккара и нет доказательств подтверждения его правления на юге страны.